# Армелин (Венеција)
Армелин (итал. Armellin) је насеље у Италији у округу Венеција, региону Венето.
Према процени из 2011. у насељу је живело 33 становника. Насеље се налази на надморској висини од 8 м.